# Исаков, Александр Николаевич (лётчик)
Александр Николаевич Исаков (1937—1995) — советский военный лётчик. Заслуженный лётчик-испытатель СССР (1983). Капитан авиации.

## Биография
Александр Николаевич Исаков родился 7 февраля 1937 года в городе Люблино Московской области РСФСР СССР (с августа 1960 года — район города Москвы). В старших классах школы Александр Николаевич увлёкся авиацией. В 1954 году он одновременно окончил десятый класс и аэроклуб ДОСААФ. В Советской армии А. Н. Исаков с ноября 1954 года. В 1955 году он окончил 15-ю военную авиационную школу предварительного обучения лётчиков в Уральске, а в 1956 году — Армавирское высшее военное авиационное Краснознамённое училище лётчиков имени главного маршала авиации П. С. Кутахова. С 1957 по 1968 год А. Н. Исаков служил в строевых частях истребительной авиации ВВС СССР и войск ПВО СССР в составе Группы советских войск в Германии, в Ленинградском и Дальневосточном военных округах. Летал на истребителях МиГ-17 и Су-7. Прошёл путь от рядового лётчика до начальника штаба авиационной эскадрильи. С апреля 1968 года капитан А. Н. Исаков в запасе, однако с авиацией не расстался. По окончании в декабре 1969 года школы лётчиков-испытателей Министерства авиационной промышленности он был направлен на Московский машиностроительный завод имени П. О. Сухого, где проработал в должности лётчика-испытателя до 1986 года.
За годы работы в ОКБ Сухого А. Н. Исаков участвовал в испытательных полётах на 78 типах самолётов. Среди них испытание образца самолёта Су-7БМ с подвесными противорадиолокационными управляемыми ракетами класса «воздух-поверхность» Х-28, Су-20, экспортного варианта истребителя-бомбардировщика Су-17 с сокращенными вооружением и бортовым оборудованием С-32МКИ, Су-17М2Д, Су-25Т, головного серийного образца Су-27. Александр Николаевич также участвовал в испытаниях Су-15, Су-15УТ, Су-15ТМ, Су-24 и их модификаций и в испытаниях по взлёту Су-27 с трамплина. За время работы лётчиком-испытателем А. Н. Исаков несколько раз попадал в нештатные ситуации, но всегда находил выход из затруднительной ситуации. Самое серьёзное лётное происшествие произошло с ним 27 июня 1972 года. При испытании самолёта Су-17М лётчик-испытатель А. Н. Исаков в соответствии с полётным заданием произвёл отключение турбореактивного двигателя самолёта, однако попытки запустить его снова оказались неудачными. Одновременно произошёл отказ аварийной электросистемы. В сложнейшей ситуации Александр Николаевич сумел посадить неисправный самолёт на аэродром.
После выхода на заслуженный отдых Александр Николаевич жил в Москве. Умер 4 октября 1995 года. Похоронен на Востряковском кладбище столицы.

## Награды и звания
- Орден Ленина (13.08.1984);
- орден Трудового Красного Знамени (10.06.1977);
- орден «Знак Почёта» (25.03.1974);
- медали;
- Заслуженный лётчик-испытатель СССР (18.08.1983).